# Adjunkt
Adjunkt (z lat. adjunctus) bylo obecné označení pomocného konceptního úředníka, asistenta přiděleného k jinému samostatnému úředníkovi, případně jeho zástupce. Uplatňovali se ve školství, justici, lesnictví, církevní správě apod. V obecné technické praxi byl jako adjukt označován i technik laboratoře v zácviku.
Soudní adjunkt byl převážně pomocný soudcovský úředník, který mohl být zaměstnán přímo u určitého soudu, nebo u vrchního zemského soudu a teprve pak přidělen k nějakému soudu v rámci jeho obvodu. U soudu mohl vykonávat všechny práce, kromě soudcovského rozhodování, ledaže byl jmenován samosoudcem okresního soudu nebo mu bylo svěřeno hlasovací právo, tzn. stal-li se soudcem-votantem (přísedícím) v určitém soudním senátu sborového soudu.
U protestantských církví adjunkt označoval vikáře, výpomocného duchovního správce, který býval ustanoven z okruhu kandidátů teologie v případě delšího zaneprázdnění řádného faráře. Mohl vyřizovat všechny farní záležitosti a někdy měl i právo faráře po jeho odchodu na odpočinek nahradit.